# Óscar Rodríguez (kolarz)
Óscar Rodríguez Garaicoechea (ur. 6 maja 1995 w Burladzie) – hiszpański kolarz szosowy.

## Osiągnięcia
Opracowano na podstawie:

2018
- 1. miejsce w klasyfikacji górskiej Tour of the Alps
- 1. miejsce na 13. etapie Vuelta a España

2019
- 1. miejsce w klasyfikacji górskiej Route d'Occitanie
- 2. miejsce w Vuelta a Burgos

2021
- 2. miejsce w Mont Ventoux Dénivelé Challenge
- 3. miejsce w Route d'Occitanie

2022
- 2. miejsce w Tour de Hongrie

## Rankingi
| Rok             | 2018  | 2019 | 2020 | 2021 | 2022 | 2023  | 2024 |
| --------------- | ----- | ---- | ---- | ---- | ---- | ----- | ---- |
| World Ranking   | 640.  | 207. | 329. | 214. | 352. | 1595. | 353. |
| UCI Europe Tour | 1406. | 173. | 271. | 185. | 282. | -     | -    |
|                 |       |      |      |      |      |       |      |
| Źródło: UCI     |       |      |      |      |      |       |      |